# دخول جنسی

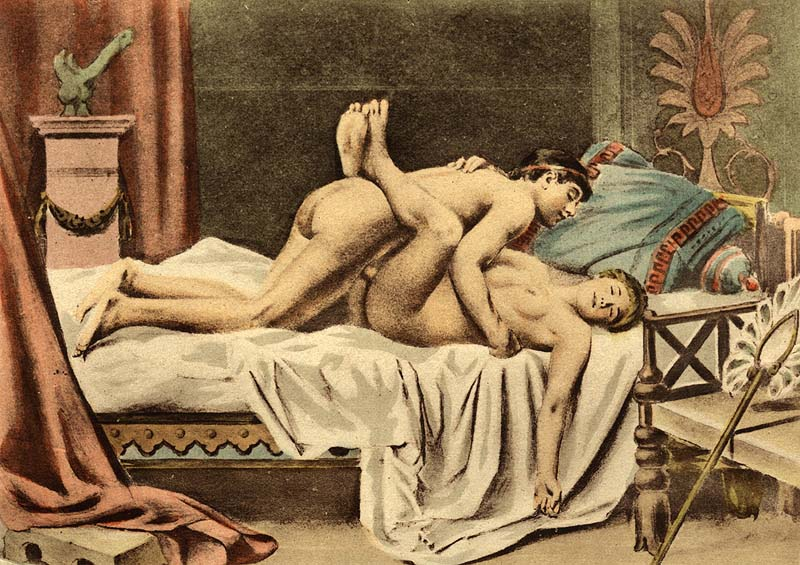
آمیزش جنسی پوزیشن مردرو

دخول جنسی (انگلیسی: Sexual penetration) فروکردن قسمتی از بدن یا یک شیء به سوراخ‌های بدن از جمله واژن، مقعد یا دهان به عنوان قسمتی از آمیزش جنسی در انسان یا حیوان است.